# Karol Trzasko-Durski
Karol Trzasko-Durski (ur. 22 lutego 1894 w Grazu, zm. 18 maja 1971 w Toronto) – polski pilot i obserwator oraz morski oficer pokładowy, komandor. 
Podczas I wojny światowej walczył na okrętach i w  lotnictwie morskim w armii austro-węgierskiej. Od 1919 do 1947 służył w polskiej Marynarce Wojennej jako dowódca jednostek pływających i specjalista lotnictwa wojskowego. Brał udział w wojnie polsko-bolszewickiej. W trakcie II wojny światowej służył w Polskich Siłach Zbrojnych na Zachodzie i zakończył karierę wojskową na stanowisku szefa Wydziału Wywiadu Morskiego przy Sztabie Naczelnego Wodza Polskich Sił Zbrojnych. Współpracował z Oddziałem II Sztabu Generalnego (nie należy go mylić z generałem Karolem Durskim-Trzaską). 

## Wykształcenie
Karol Trzasko-Durski urodził się 22 lutego 1894 w Grazu na terenie Austrii. W 1914 ukończył Morską Szkołę Kadetów w Fiume i rozpoczął służbę w cesarskiej i królewskiej Marynarce Wojennej (jego nazwisko zostało wymienione na tablicy pamiątkowej, ustanowionej w 2010 w siedzibie Dowództwa Marynarki Wojennej RP). W 1915 odbył kurs obserwatorów oraz kurs pilotów. Po zakończeniu I wojny światowej zaliczył kurs oficerski w polskim obozie pod Neapolem (Włochy). Był również absolwentem Oficerskiego Kursu Taktycznego w Szkole Podchorążych Marynarki Wojennej w Toruniu (1930–1931).

## Służba wojskowa
Od 1914 do 1915 pływał jako młodszy oficer artylerii na stawiaczu min „Basilisk” i pancerniku „Habsburg”. Następnie służył w austro-węgierskim lotnictwie morskim, w którym zajmował m.in. stanowiska dowódcy eskadry bojowej i kierownika szkoły obserwatorów. Brał udział m.in. w grupowym nalocie na Ankonę 3 sierpnia 1916, pilotując łódź latającą L71 (w stopniu kadeta - Seekadett). Po zbombardowaniu Ankony został zestrzelony i wodował, po czym został zabrany przez inną łódź latającą. Za tę akcję został odznaczony srebrnym Medalem za Odwagę I klasy i awansował na chorążego. W 1918 został zwolniony w stopniu porucznika marynarki (Fregattenleutnanta) i przebywał w obozie dla żołnierzy polskich.
1 listopada 1918 roku zgłosił się do Wojska Polskiego i został wyznaczony referentem organizacyjnym i lotniczym w Sekcji Marynarki Wojennej Ministerstwa Spraw Wojskowych w Warszawie, a później Departamencie dla Spraw Morskich. 25 maja 1919 roku został formalnie przyjęty do Wojska Polskiego z zatwierdzeniem posiadanego stopnia porucznika marynarki. W 1920 przez krótki czas pełnił funkcję komendanta bazy Flotylli Pińskiej w Mozyrzu, po czym był kierownikiem Referatu Organizacyjnego w Dowództwie Wybrzeża Morskiego w Pucku. W tym okresie przyprowadził transport broni drogą morską z Turcji oraz odebrał wodnosamoloty we Włoszech.
Od 1922 do 1927 pływał na okrętach, kolejno jako zastępca dowódcy kanonierki ORP „Generał Haller” (1922), dowódca trałowca ORP „Jaskółka” (1922–1923), dowódca ORP „Generał Haller” (1923–1924), oficer wachtowy transportowca ORP „Warta” (1924), ponownie dowódca ORP „Jaskółka” (1924–1925), dowódca kanonierki ORP „Komendant Piłsudski” (1925–1926) i dowódca ORP „Warta” (1926–1927). W 1926 sprawował jednocześnie funkcję dowódcy dywizjonu ćwiczebnego, a od 1927 dowodził morskim dywizjonem lotniczym w Pucku. W 1930 był kierownikiem kursu aplikacyjnego lotnictwa dla podporuczników marynarki oraz wykładowcą kursu aplikacyjnego dla kapitanów marynarki i komandorów podporuczników. W 1933 objął stanowisko kierownika Samodzielnego Referatu Lotnictwa, natomiast w 1934 szefa Lotnictwa Morskiego w Kierownictwie Marynarki Wojennej w Warszawie. W latach 1937–1939 zajmował się zakupem kolejnych wodnosamolotów we Włoszech. Był autorem tekstów publikowanych w Przeglądzie Morskim w okresie międzywojennym. 
W trakcie kampanii wrześniowej został ewakuowany wraz z Kierownictwem Marynarki Wojennej i przez Wołyń, kraje bałtyckie oraz kraje skandynawskie przedostał się do Wielkiej Brytanii. Od 1939 do 1940 dowodził okrętem-bazą ORP "Gdynia", następnie kierował Bazą Zaopatrzenia w Devonport. W 1942 wyznaczono go szefem Polskiej Misji Morskiej w Gibraltarze, a od 1943 pełnił obowiązki starszego oficera Marynarki Wojennej na Morzu Śródziemnym. W latach 1944–1945 był szefem Wydziału Wywiadu Morskiego przy Sztabie Naczelnego Wodza Polskich Sił Zbrojnych. Po rozformowaniu Polskich Sił Zbrojnych na Zachodzie nie powrócił do Polski i pozostał w Wielkiej Brytanii. W 1948 przeniósł się do Kanady.
Zmarł 18 maja 1971 w Toronto. 

## Awanse
Podczas służby w polskiej Marynarce Wojennej awansował kolejno na stopnie wojskowe:
- porucznika marynarki – 1919
- kapitana marynarki – 1921
- komandora podporucznika – 3 maja 1926 ze starszeństwem z 1 sierpnia 1924 i 3. lokatą w korpusie morskim
- komandora porucznika – ze starszeństwem z 1 stycznia 1931
- komandora – 3 maja 1945 roku ze starszeństwem z 3 maja 1945 roku i 1. lokatą w korpusie oficerów morskich

## Ordery i odznaczenia
- Medal Niepodległości (4 listopada 1933)[5]
- Srebrny Krzyż Zasługi (16 marca 1928)[6]
- Odznaka Pilota nr 1069 (25 sierpnia 1927[7]
- Odznaka Obserwatora nr 410 (25 sierpnia 1927)[7]
- Krzyż Komandorski II Klasy Orderu Wazów (Szwecja, 1934)[8][9]
- Srebrny Medal Waleczności I klasy (Austro-Węgry)
- Odznaka Pilota Morskiego (Francja, przed 1937)[10]
- łotewska Odznaka Lotnicza (1929)[11]

## Upamiętnienie
Decyzją Nr 96/MON z dnia 14 lipca 1995 Jego imię nadano Gdyńskiej Brygadzie Lotnictwa Marynarki Wojennej.